# Bernardo Saturnino da Veiga
Bernardo Saturnino da Veiga (Campanha, 1842 — Campanha,?) foi um jornalista, escritor e empresário monarquista brasileiro.
Foi comendador da Ordem de Cristo, oficial superior (Tenente-Coronel) da Guarda Nacional, funcionário público, sócio do Instituto Histórico e Geográfico Brasileiro.

## Biografia
Nascido numa família de intelectuais e jornalistas, foi um entusiasta da causa separatista do sul de Minas, com intuito de formar uma nova província. Em 1 de janeiro de 1872, na cidade da Campanha,  fundou, com seus irmãos, o periódico "Monitor Sul Mineiro", de orientação conservadora e monarquista, órgão que funcionou até o ano de 1896, e que tinha, dentre outras propostas de sua linha editorial, o objetivo de propagar o movimento separatista no sul de Minas. A epígrafe do "Monitor Sul Mineiro" era: "Lemos no presente, soletramos no futuro".
Na cidade da Campanha, foram impressos os principais jornais separatistas da região, como o "Opinião Campanhense" (1832), o "Nova Província" (1854) e o "Sul de Minas" (1859), todos de propriedade de Lourenço Xavier da Veiga (pai de Bernardo Saturnino) e de Bernardo Jacinto Veiga. Estes dois irmãos, egressos do Rio de Janeiro à cidade da Campanha, em 1818, ali se estabeleceram como livreiros e jornalistas. Tais ofícios provavelmente foram herdados do pai, Francisco Luís da Veiga, e do irmão, Evaristo da Veiga, o primeiro livreiro da Corte e o segundo redator do importante jornal de tendências liberais, o "Aurora Fluminense" e autor da letra do "Hino da Independência.
Em 2005, num trabalho acerca de alguns grupos familiares que compuseram a elite regional sul mineira, Marcos Ferreira de Andrade afirma que "os membros da família Veiga foram figuras públicas e políticas que souberam se servir muito bem da palavra impressa para enaltecer as qualidades do sul de Minas Gerais de maneira a justificar a independência administrativa desta região". Dentre os diversos empreendimentos que realizou destaca-se a exploração das águas minerais de São Lourenço,  através da ‘’’Companhia das Águas Minerais de São Lourenço’’’, a qual foi vendida, em 1905 a Afonso França. Na cidade de São Lourenço, em 1892, Bernardo Saturnino promoveu a construção da igreja de Bom Jesus do Monte, depois consagrada a São Lourenço, em homenagem a seu pai, o Coronel Lourenço Xavier da Veiga.
A Criação de uma diocese no sul de Minas era antigo desejo da população e, em 1891, Bernardo Saturnino da Veiga, assume apoiar esta causa, expedindo carta circular a todos os padres do sul de Minas, lembrando-lhes a inadiável necessidade de se pedir a criação de um bispado,  com sede na cidade da Campanha, o que iria premiar toda a região. Na oportuna circular, aparece a advertência de um decidido apoio unânime e contribuições espontâneas para a criação desta nova diocese, sendo que as subscrições que se fizeram para tanto chegaram a atingir 9:000$00, quantia avultada para a época. Porém, a Diocese da Campanha só foi criada pelo Decreto Pontifício "Spirituali Fidelium", do Papa São Pio X, a 8 de setembro de 1907.

## Genealogia
Descendia de uma família tradicional na política, na imprensa e na cultura. Era filho do Tenente-coronel Lourenço Xavier da Veiga e de Jesuína Bernardina da Veiga.
Era neto materno de José Pedro Xavier de Sales e de Ângela Bernardina de Sales.
Seu avô paterno, Francisco Luís saturnino da Veiga, emigrou de Portugal, com treze anos de idade, em 1784, tornando-se professor primário, depois livreiro, tendo se casado com a brasileira Francisca Xavier de Barros, brasileira. Alguns dos filhos de Francisco Luís Saturnino da Veiga destacaram-se na vida pública: Evaristo da Veiga foi redator da "Aurora Fluminense" e foi o autor da letra do "Hino da Independência", musicado por Dom Pedro I, tendo, depois, contribuído para a abdicação deste imperador; sendo que foi eleito três vezes deputado pelas Minas Gerais; Bernardo (tio de Bernardo Saturnino) exerceu a presidência da província das Minas, por duas vezes, e foi representante na Câmara dos Deputados do Império, entre 1843 e 1844; Lourenço, (pai de Bernardo Saturnino) foi proprietário de jornais e lutou pela fundação de nova província no sul de Minas Gerais, criando para tanto, na cidade da Campanha, o periódico "Nova Província", que circulou de 1872 a 1898. Seu sobrinho José Pedro Xavier da Veiga, intelectual e jornalista, historiador e político mineiro dos mais influentes do século XIX, foi o fundador e primeiro diretor do Arquivo Público Mineiro, sendo considerado o precursor dos estudos de jornalismo em Minas Gerais, com a realização da monografia "A imprensa de Minas Gerais 1807-1897".